# Can Llobera (Sant Pere de Vilamajor)
Can Llobera és una masia de Sant Pere de Vilamajor (Vallès Oriental) protegida com a Bé Cultural d'Interès Local.

## Descripció
Masia de 1789 amb carener perpendicular a la façana principal, però que ha estat transformada per l'addició de diverses construccions al llarg del temps. L'immoble original consta de planta baixa i pis, de parets gruixudes de pedra i morter. A posteriori es construí un cos aïllat i un cos allargant la planta baixa i la planta pis, que s'utilitzava com a corts i magatzem. Les últimes parts ampliades de planta baixa i planta pis estan destinades a trasters i construïdes amb pilars de formigó armat i parets de càrrega.